# 施德克山
47°18′42″N 13°39′1″E / 47.31167°N 13.65028°E

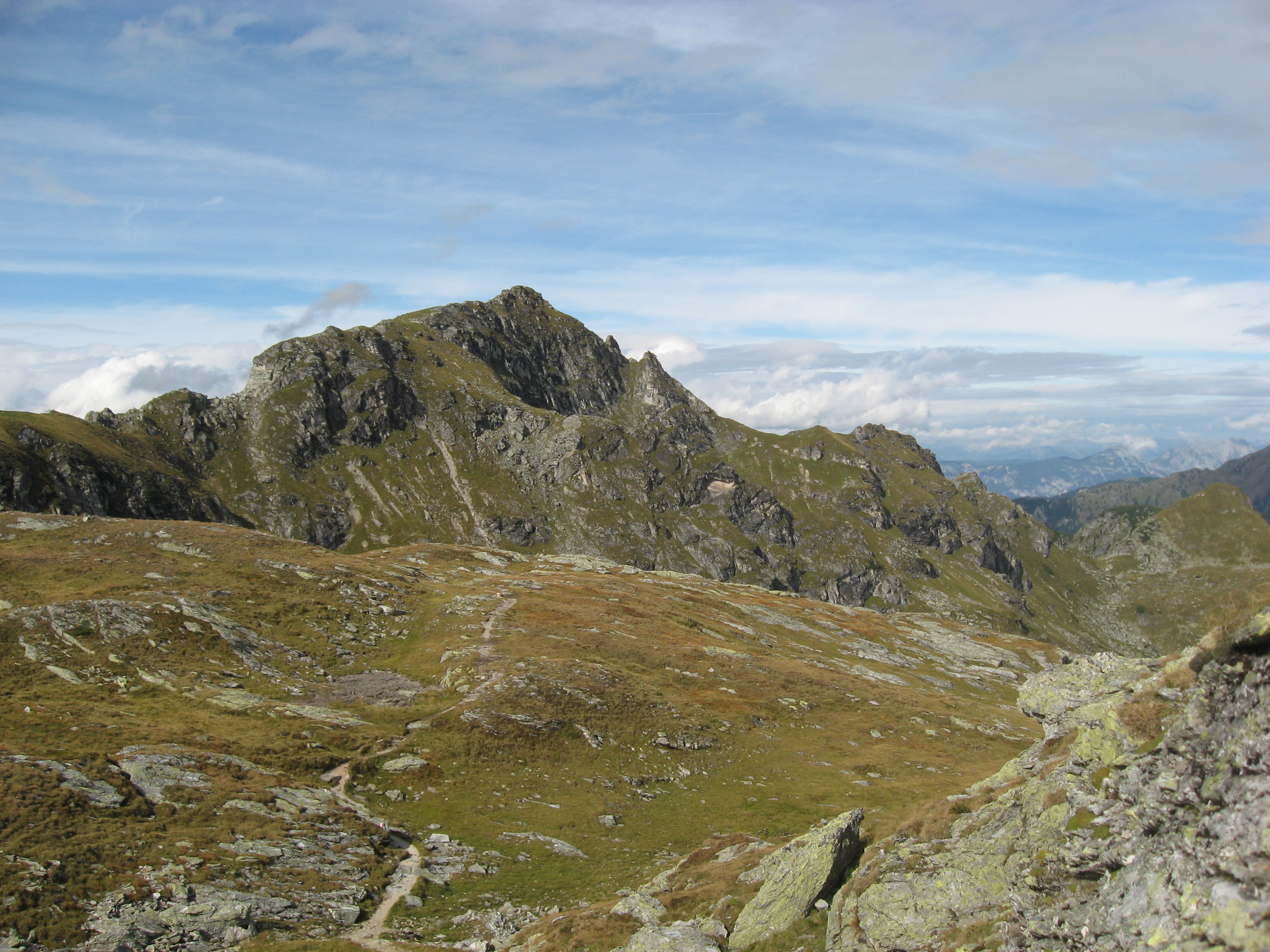

施德克山（德語：Schiedeck），是奧地利的山峰，位於該國東南部，由施泰爾馬克州負責管轄，屬於施拉德明陶恩山脈的一部分，海拔高度2,339米，每年平均降雨量2,029毫米。